# Coada Izvorului, Prahova
Coada Izvorului ( mai vechi, Meița) este un sat în comuna Mănești din județul Prahova, Muntenia, România.
A fost reședința comunei cu același nume între anii 1861-1875 și 1931-1950. În rest, a făcut parte din comuna Mănești.